# Mary Stewart (femme politique)
Pour les articles homonymes, voir Mary Stewart (homonymie) et Stewart.
Mary Elizabeth Henderson Stewart, baronne Stewart d'Alvechurch, (née Birkinshaw ; 8 mai 1903-28 décembre 1984) est une femme politique et une éducatrice britannique. Elle est baronne à part entière et épouse du ministre des Affaires étrangères Travailliste, Michael Stewart.

## Jeunesse et éducation
Fille du voyageur de commerce Herbert Birkinshaw et d'Isabella Garbutt, Mary est née à Bradford. La famille déménage quand elle a l'âge de quatre ans et elle fait ses études au King Edward VI High School for Girls (KEHS) de Birmingham et au Bedford College de l'Université de Londres, où elle obtient un BA en philosophie en 1928. Elle enseigne la psychologie et la sociologie aux étudiants de l' Association éducative des travailleurs.

## Carrière
Pendant la Seconde Guerre mondiale, Stewart sert avec la Women's Auxiliary Air Force (WAAF) à travers le pays. Après la guerre, elle s'intéresse à l'éducation et à la psychologie et Barbara Wooton l'encourage à devenir magistrate dans les tribunaux pour mineurs. Elle travaille pour l'Association éducative des travailleurs, en tant que tutrice jusqu'en 1964. Elle devient membre de l'exécutif de la Fabian Society, en tant que présidente en 1963–1964. Elle rédige des articles au nom des Fabiens affirmant que les mineurs devraient être traités avec plus de clémence. En 1964, elle publie un court article intitulé «Unpaid Public Service», qui examine le rôle des bénévoles dans les comités. Elle soutient que les dépenses devraient être payées et que ces comités devraient se réunir le soir.
Elle est également impliquée dans des hôpitaux et des écoles locaux et devient la présidente des magistrats du tribunal pour mineurs d'East London.
Elle est créée pair à vie en tant que baronne Stewart d'Alvechurch, de Fulham dans le Grand Londres, le 15 janvier 1975. Elle est présentée à la Chambre des lords le 28 janvier 1975 et prononce son premier discours le 26 mars 1975 lors d'un débat sur les lycées à subvention directe. 

## Vie privée
Elle épouse un commis à la publicité nommé Robert Godfrey Goodyear en 1931 et ils divorcent en 1941. Elle épouse ensuite Michael Stewart deux mois plus tard, le 26 juillet 1941. Elle et son deuxième mari sont l'un des rares couples à détenir tous deux des titres à part entière.
Stewart est décédée le 28 décembre 1984.